# Fingal (Tasmania)
Fingal – miasto w Australii, na Tasmanii.